# Rudolf Gellesch
Rudolf Gellesch (ur. 1 maja 1914 w Gelsenkirchen, zm. 20 sierpnia 1990 w Kassel) – niemiecki piłkarz grający na pozycji pomocnika. Uczestnik MŚ 38. W latach 1926–1944 grał w FC Schalke 04. W 1946 roku został piłkarzem TuS Lübbecke. W 1950 roku zakończył karierę.
Był rezerwowym zawodnikiem na igrzyskach olimpijskich w 1936 w Berlinie.
W reprezentacji Niemiec zagrał 20 razy.